# 伊秉绶墓
伊秉绶墓，位于中国福建省宁化县曹坊乡上曹村，为一个省级文物保护单位，类型为古墓葬，为第三批福建省文物保护单位，公布时间为1991年4月17日。
伊秉绶墓的历史年代为清。